# Daniela Mercury
Daniela Mercuri de Almeida (Salvador de Bahía, 28 de julio de 1965), conocida como Daniela Mercury, es una cantante, compositora, bailarina y productora musical de axé, samba y MPB. Su éxito comenzó en la década de los noventa y la convirtió en una de las cantantes brasileñas más populares de todos los tiempos, vendiendo veinte millones de álbumes en todo el mundo. Entre sus mayores éxitos se encuentran «O Canto da Cidade», «Rapunzel», «Música de Rua», «Ilé Pérola Negra», «Trio Metal», «Oyá Por Nois» y «Maimbé Dandâ».

## Vida personal
Hija de Liliana Mercuri de Almeida, una asistente social de ascendencia italiana, y Antonio Fernando de Abreu Ferreira de Almeida, un mecánico industrial portugués, Mercury creció en el barrio de Brotas con sus cuatro hermanos: Tom, Cristiana, Vania (que también es cantante de MPB) y Marcos.
A los ocho años de edad comenzó a estudiar danzas (ballet clásico, danzas afro y jazz). A los trece, influenciada por Elis Regina, decidió volverse también cantante. A los dieciocho años entró en la escuela de danza de la Universidad Federal de Bahía.
En 1984, con diecinueve años de edad, se casó con el ingeniero electrónico Zalther Portela Laborda Póvoas. Un año después, el 3 de septiembre de 1985, dio a luz a Gabriel, su primer hijo. Al año siguiente nació Giovanna. En 1996, Mercury y Póvoas se separaron.
En abril de 2013 reconoció en su cuenta de la red social Instagram que tiene una relación con la periodista Malu Verçosa. "Malu ahora es mi esposa, mi familia y mi inspiración para cantar", aseguró la cantante y embajadora de la Unicef en el comentario.

## Carrera

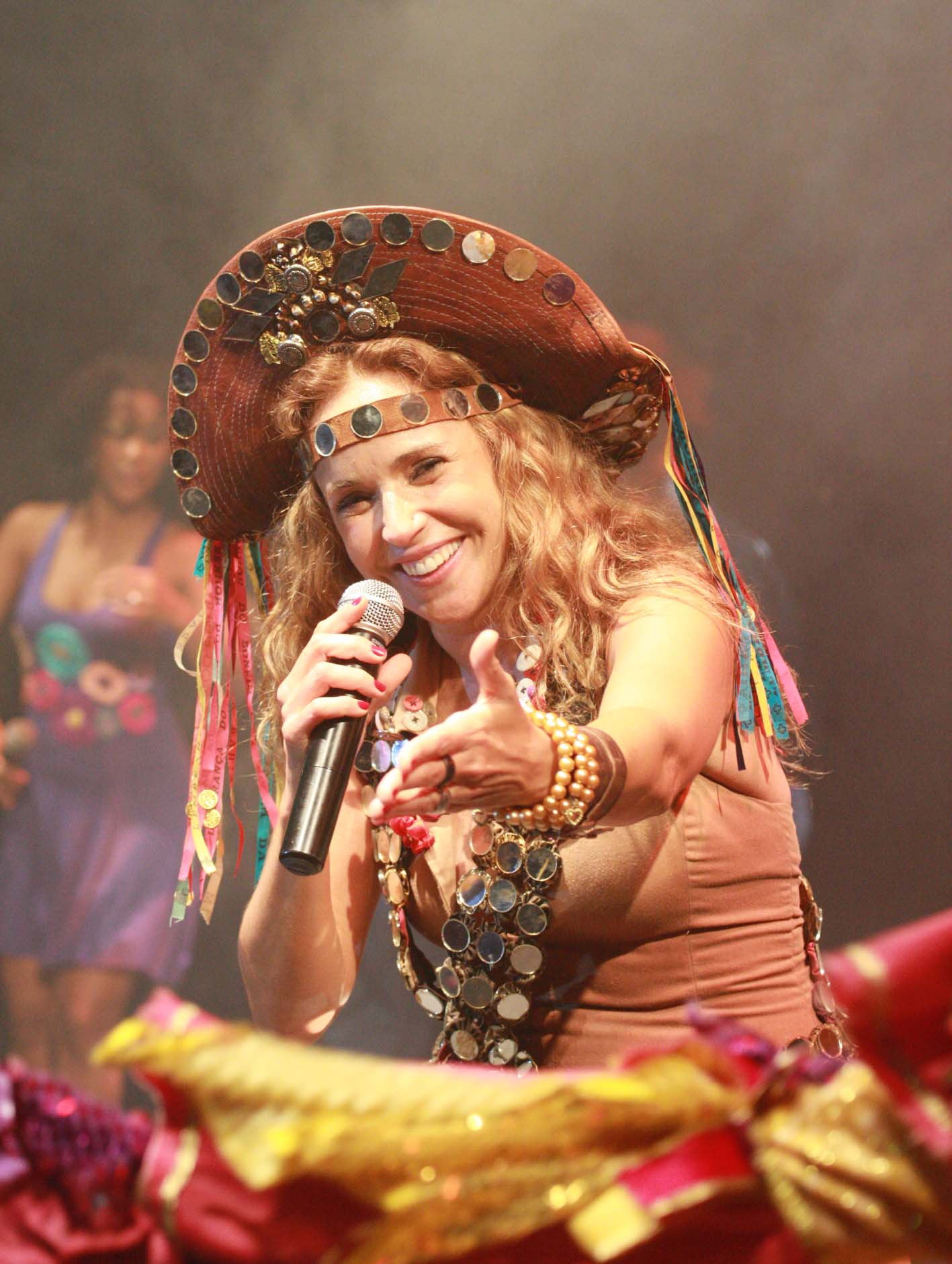
Daniela Marcury en São João do Pelourinho en el 2009.

### Comienzos (1984-1990)
Antes de iniciar su carrera solista, Mercury fue coralista de la banda de Gilberto Gil. Entre los años 1988 y 1990 grabó dos álbumes como cantante de la banda Companhia Clic. Fue con dicho grupo musical que lanzó las canciones «Pega que Oh!» e «Ilha das Bananas», que tuvieron éxito en Bahía. A principios de la década de 1990, Mercury inició su carrera como solista.

### El éxito (1991-1994)
El primer álbum de Mercury, que lleva su nombre como título, fue lanzado en 1991 por la productora independiente Eldorado. Fueron lanzadas para las radios las canciones «Swing da Cor» y «Menino do Pelô», ambas grabadas con el grupo Olodum (un bloco).
En 1992, Mercury se separó de las productoras discográficas y pasó a producir sus propios álbumes para después negociarlos con las productoras para su distribución. Se presentó en el proyecto Som do meio dia en el Museo de Arte de São Paulo, llevando más de treinta mil personas al show. Luego fue contratada por la discográfica Sony Music y lanzó su segundo álbum, O Canto da Cidade. Este vendió más de dos millones de copias en Brasil, siendo los principales éxitos «O Mais Belo dos Belos», «Batuque», «Você Não Entende Nada» y la canción que da nombre al álbum. Otra canción incluida es «Só pra te Mostrar», a dúo con Herbert Vianna (líder y cantante de Paralamas).

### Crecimiento artístico (1994 - 1999)
En 1994 Mercury lanzó su tercer álbum, titulado Música de Rua, a través de la compañía Sony. Las críticas fueron duras, afirmando que la cantante copiaba la misma fórmula del álbum anterior. Sin embargo, este álbum vendió más de un millón de copias y produjo dos éxitos («Música de Rua» y «O Reggae e o Mar»). «Música de Rua» permanece siendo hasta el día de hoy el álbum más autoral de su carrera, ya que seis de las doce canciones del álbum son de su propia autoría. El mismo año, graba un comercial de la cerveza Antártica para la Copa del Mundo, cantando con Ray Charles.
En 1996 Mercury lanzó su cuarto álbum, llamado: Feijão com Arroz. Dicho álbum fue bien recibido por la crítica y el público. Entre las canciones lanzadas están: «À Primeira Vista», «Nobre Vagabundo» y «Rapunzel». Las ventas de Feijão com Arroz llegaron a casi dos millones de copias, haciendo de este el segundo álbum más vendido de toda la carrera de Mercury. También ayudó a impulsar la carrera internacional de la cantante, especialmente en Portugal, donde se convirtió en uno de los más vendidos de todos los tiempos.
En 1998, ya pasado el éxito de Feijão com Arroz, Mercury lanzó su primer álbum grabado totalmente en vivo, denominado Elétrica. Este álbum es el último que lanzó a través de la compañía Sony.
En 1999 Mercury fundó uno de los principales tríos electrónicos del carnaval de Salvador, o Trio Techno, fusionando su música con la música electrónica.

### Cambios en el sonido (2000-2004)
Entre los años 2000 y 2004 Mercury lanzó cuatro álbumes a través de la compañía BMG, en los cuales se fue de a poco excluyendo de la música axé, que comenzaba a declinar. El primero de esos álbumes fue Sol da Liberdade, que vendió casi un millón de copias y produjo dos éxitos: «Ilê Pérola Negra» y «Como Vai Você», canción de Antônio Marcos. Este álbum fue innovador ya que fundía sonidos tradicionales de la carrera de Mercury con música electrónica. El disco recibió elogios de la crítica, ya que Mercury hizo que el samba-reggae se fusionase con otros ritmos.
En el 2001, Mercury confirmó que permanecería en la línea de fusión con la música electrónica al lanzar Sou de Qualquer Lugar. Este álbum vendió apenas la mitad de lo logrado por el disco anterior, pero logró un éxito, «Mutante», escrito por Rita Lee y Roberto de Carvalho. Este disco no tuvo buenas críticas.
En abril de 2003 lanzó su segundo álbum en vivo, MTV Ao Vivo - Eletrodoméstico. Fue grabado el 23 y 24 de enero de 2003 en el Teatro Castro Alves, en Salvador de Bahía. Fue también el primero de la cantante lanzado en DVD. Las ventas fueron inferiores a los álbumes anteriores, 160 mil copias.
En el 2004 Carnaval Eletrônico fue lanzado. Para la grabación de este álbum, Mercury invitó a influentes DJs y productores de música electrónica, además de Gilberto Gil, Carlinhos Brown y Lenine. El lanzamiento del álbum coincidió con la conmemoración de los cinco años de formación del Trío Techno. Este disco vendió 190 mil copias y logró un éxito, «Maimbê Dandá».

### Regreso al sonido anterior (2004-2007)
Los álbumes de Mercury producidos desde 2004 hasta 2006 abandonaron, en parte, la fusión con la música electrónica claramente evidente en álbumes anteriores.
En el 2005, Clássica fue lanzado en CD y DVD a través de la discográfica Som Livre. Dicho álbum, grabado en vivo en el 2004 en São Paulo, cuenta con la participación especial de Vânia Abreu, la hermana más joven de la cantante. En el álbum, Mercury interpreta canciones de bossa nova, jazz y MPB.
El mismo año, a través de la compañía EMI, Balé Mulato fue lanzado. El álbum fue muy bien recibido por los críticos, que lo compararon con Feijão com Arroz. Sin embargo, el álbum no fue muy bien recibido por el público, ya que ninguna de las canciones consiguió ubicarse en los rankings musicales.
En el 2006 la cantante lanzó, también a través de EMI, el DVD Baile Barroco, grabado en vivo en el carnaval de Salvador del año anterior (5, 6, 7 y 8 de febrero). Este DVD cuenta con las participaciones especiales de Gilberto Gil, Luiz Caldas y del pianista Ricardo Castro.
También en 2006, grabó un show en el Farol da Barra, en Salvador, y lo lanzó con el título Balé Mulato - Ao Vivo en los formatos de DVD y CD, a través de EMI. El show contó con las participaciones especiales de la Banda Didá y de las cantantes Gil y Mariene de Castro. El cineasta pernambucano Lírio Ferreira hizo la dirección de imágenes del DVD. Balé Mulato - Ao Vivo ganó el Grammy Latino al "Mejor álbum brasileño de música regional o de raíces", el primero después de cuatro nominaciones frustradas.
En 2007 Mercury fue elegida para participar en un álbum tributo al músico italiano Ennio Morricone. También grabó con Zé Ramalho y fue invitada para cantar «Cidade Maravilhosa» y «Aquarela do Brasil» en el final de la ceremonia de apertura de los Juegos Panamericanos de 2007 y de los Juegos Parapanamericanos de 2007, ambos realizados en Río de Janeiro. También conmemoró los quince años del álbum O Canto da Cidade con la realización de shows especiales.

### Actualidad

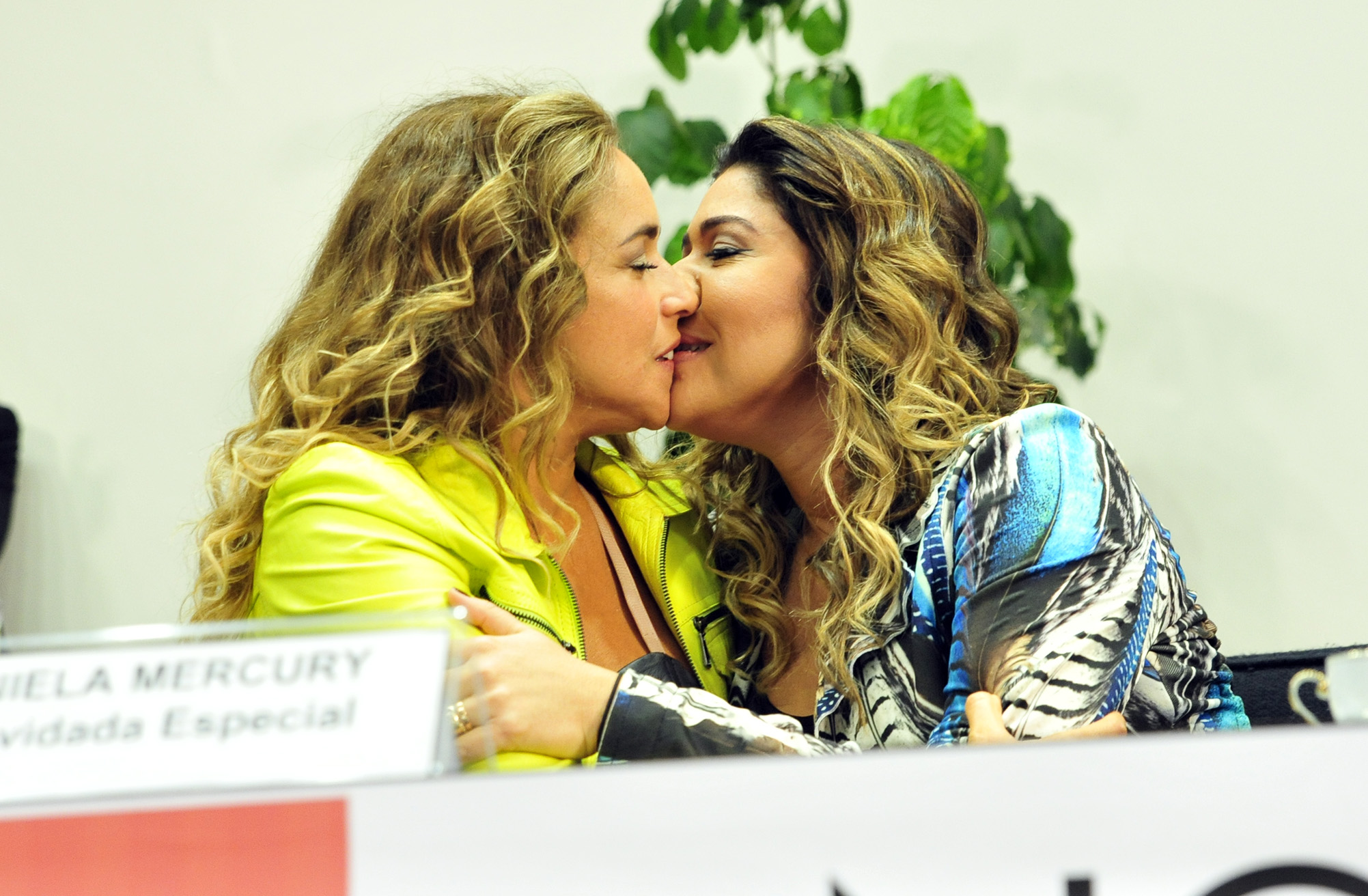
Mercury y su esposa, Malu Verçosa.

A comienzos del 2008 la cantante lanzó «Preta», su más reciente sencillo, que cuenta con la participación especial de Seu Jorge. La canción, que tiene fuertes influencias de samba, logró la posición número 48 en los rankings de Brasil en su cuarta semana. Mercury anunció en el programa Homenagem ao Artista que esta canción sería parte del álbum que estaba grabando y que sería lanzado en breve por la compañía EMI. La compañía Sony BMG anunció que lanzaría el especial O Canto da Cidade, exhibido originalmente en diciembre de 1992 por el canal de TV Rede Globo, en DVD.
Hacia fines de 2009, Daniela Mercury lanzó su nuevo álbum titulado Canibália. El álbum marcó su vuelta a los estudios de grabación después de cinco años. Preparado lentamente hacía casi tres años, Canibália llegó a las disquerías con cinco tapas y cinco diferentes secuencias musicales. Canibália, según la cantante, es un extenso proyecto que combina música, baile, vídeo y artes plásticas. La obra homenajea a Carmen Miranda, en su centenario, con músicas como Tico-Tico no Fubá y O que é que a Baiana Tem".
Para el Carnaval de 2010 Daniela Mercury grabó «Andarilho Encantado», canción lanzada oficialmente en Pôr-do-Som, show que la artista dirige hace diez años cada 1 de enero en Farol da Barra, Salvador de Bahía.
En 2014 hace parte del grupo de jurados del programa televisivo The Voice Kids Portugal. La acompañan el cantante angoleño Anselmo Ralph y la fadista portuguesa Raquel Tavares.

## Vida personal
En 1984, a los 19 años de edad, Mercury se casó con su novio de la escuela, un ingeniero electrónico llamado Zalther Portela Laborda Póvoas. Tuvieron dos hijos: Gabriel, quien es también músico y compositor; y Giovana, quien es bailarina y forma parte de la banda de Mercury en vivo. Se divorciaron en 1996.
Mercury se ha definido a sí misma como bisexual o, "persona de sexualidad múltiple".
En 2007 se dio el rumor de que estaría en pareja con una mujer de New York, de la que nunca se divulgó el nombre, rumor que sería confirmado por la misma Mercury.
En 2008 comenzó a salir con el publicista italiano Marco Scabia, con quien estuvo casada entre 2009 y 2012.
En 2013 anunció a través de las redes sociales que estaba saliendo con la periodista Malu Verçosa, con quien se casó posteriormente ese año.

## Filantropía
El trabajo filantrópico de Mercury está más ligado a los niños. En 1995 fue condecorada embajadora nacional de buena voluntad de UNICEF, convirtiéndose en la segunda personalidad brasileña en recibir tal honra. Mercury también participó de varios shows a beneficio de los niños, entre ellos el Criança Esperança, de UNICEF, y el Teletón de la AACD (Associação de Assistência à Criança Deficiente). Una parte de los derechos del álbum Elétrica de 1998 fueron donados a la UNICEF. Es también embajadora del "Instituto Ayrton Senna".
Además participó de otros proyectos benéficos, no ligados directamente a los niños. El 7 de octubre de 2003 participó del show Solidariedade Brasil-Noruega con la consigna de "Hambre Cero" en el Teatro Nacional de Brasilia. También está ligada con la ONG "América Latina en Acción Solidaria (ALAS)", participando en septiembre de 2007 en una campaña publicitaria promoviendo la ayuda a los afectados por el terremoto en Perú.

## Discografía

### Álbumes

#### Con Companhia Clic (1988-1991)
| Año  | Nombre del disco        |
| ---- | ----------------------- |
| 1988 | Companhia Clic - Vol. 1 |
| 1989 | Companhia Clic - Vol. 2 |

#### Carrera solista (1991-actualmente)
| Año  | Nombre del disco              | Compañía   |
| ---- | ----------------------------- | ---------- |
| 1991 | Daniela Mercury               | Eldorado   |
| 1992 | O Canto da Cidade             | Sony Music |
| 1994 | Música de Rua                 | Sony Music |
| 1996 | Feijão com Arroz              | Sony Music |
| 1998 | Elétrica                      | Sony Music |
| 2000 | Sol da Liberdade              | BMG        |
| 2001 | Sou de Qualquer Lugar         | BMG        |
| 2003 | MTV Ao Vivo - Eletrodoméstico | BMG        |
| 2004 | Carnaval Eletrônico           | BMG        |
| 2005 | Clássica                      | Som Livre  |
| 2005 | Balé Mulato                   | EMI        |
| 2006 | Balé Mulato - Ao Vivo         | EMI        |
| 2009 | Canibalía                     | -          |

#### Recopilaciones
| Año  | Nombre del disco                |
| ---- | ------------------------------- |
| 1999 | Swing Tropical - Grandes Êxitos |
| 1999 | 20 Grandes Êxitos               |
| 2000 | XXI - 21 Grandes Êxitos         |
| 2001 | The Very Best - Gold            |
| 2008 | O Canto da Cidade - 15 Anos     |

### Giras
- Turnê Swing da Cor (1991–92)
- Turnê O Canto da Cidade (1992–94)
- Turnê Música de Rua (1995–96)
- Turnê Feijão com Arroz (1996–97)
- Turnê Elétrica (1998–99)
- Turnê Sol da Liberdade (2000–01)
- Turnê Sou de Qualquer Lugar (2002)
- Turnê Eletrodoméstico (2003)
- Turnê Carnaval Eletrônico (2004)
- Turnê Balé Mulato (2006–09)
- Turnê Canibália (2009–11)
- Turnê Couché (2013)
- Turnê Pelada (2014)
- Turnê Baile da Rainha Má (2015–16)
- Turnê A Voz e o Violão (2016–18)

### Participaciones
| Año  | Canción                                                            | Álbum                          |
| ---- | ------------------------------------------------------------------ | ------------------------------ |
| 1995 | «As Cores do Vento»                                                | Pocahontas                     |
| 1995 | "Se Eu Não Te Encontrasse " (con Jon Secada)                       | Pocahontas                     |
| 1997 | «Alegría, Alegría»                                                 | Tropicália - 30 anos           |
| 2003 | «He sido tan feliz contigo» (con Alejandro Sanz)                   |                                |
| 2006 | «Canta Maria»                                                      | Canta Maria (banda sonora)     |
| 2006 | "Alumeia"                                                          | Canta Maria (banda sonora)     |
| 2006 | "Cavaleiro do Coração" (con Gabriel Póvoas)                        | Canta Maria (banda sonora)     |
| 2007 | «Conmigo» (con Eumir Deodato)                                      | We All Love Ennio Morricone    |
| 2007 | «Ponernos de acuerdo» (con Marcela Morelo)                         | Fuera del tiempo (Morelo Vivo) |
| 2007 | «Procurando a Estrela» (con Zé Ramalho)                            | Parceria dos Viajantes         |
| 2007 | «Protesto do Olodum» (E Lá Vou Eu) (con Margareth Menezes y Tatau) | Ó Paí, Ó (banda sonora)        |
| 2011 | «Llama al sol» (con Tito el Bambino)                               | El invencible                  |

## DVD
| Nombre del disco                                                         | Año | Dirección                                                                                          |
| ------------------------------------------------------------------------ | --- | -------------------------------------------------------------------------------------------------- |
| Eletrodoméstico                                                          | 2003 Grabado en la Concha Acústica Castro Alves. Invitados: Dulce Pontes, Jovanotti, Rosario Flores, Olodum, Ile Aye. | |
| Clássica                                                                 | 2005 | Grabado en Sao Paulo en la Casa de Espectáculos Bourbon Street repertorio: MPB - Bossa Nova y Jazz |
| Baile Barroco                                                            | Grabado en vivo en el Carnaval Salvador Bahía 2006. Homenaje a los 20 años de Axé Music Nominado al Grammy Latino     | Daniel dos Santos                                                                                  |
| Balé Mulato - Ao Vivo                                                    | Grabado en vivo en Salvador Bahía 2006 Premio Grammy Latino Mejor álbum raíces brasileiras                            | Lírio Ferreira                                                                                     |
| Canto da Cidade 15 anos Especial Rede O Globo 1992 remasterizado en 2007 | Grabado en la plaza de Apoteose en Río de Janeiro                                                                     | |
| Canibalia ao Vivo                                                        | 2010 | Grabado en la playa de Copacabana Río de Janeiro Reveillon (año nuevo)                             |

## Videoclips
| Año  | Video                                          | Álbum                         |
| ---- | ---------------------------------------------- | ----------------------------- |
| 1991 | "Swing da Cor" (con Olodum)                    | Daniela Mercury               |
| 1992 | "O Canto da Cidade"                            | O Canto da Cidade             |
| 1992 | "O Mais Belo dos Belos"                        | O Canto da Cidade             |
| 1992 | "Batuque"                                      | O Canto da Cidade             |
| 1993 | "Você Não Entende Nada" (con Caetano Veloso)   | O Canto da Cidade             |
| 1993 | "Só Pra te Mostrar" (con Herbert Vianna)       | O Canto da Cidade             |
| 1994 | "Música de Rua"                                | Música de Rua                 |
| 1994 | "O Reggae e o Mar"                             | Música de Rua                 |
| 1997 | "Nobre Vagabundo"                              | Feijão com Arroz              |
| 1997 | "Rapunzel"                                     | Feijão com Arroz              |
| 1997 | "Feijão de Corda"                              | Feijão com Arroz              |
| 1998 | "Trio Metal"                                   | Elétrica - Ao Vivo            |
| 2000 | "Ilê Pérola Negra"                             | Sol da Liberdade              |
| 2000 | "Santa Helena"                                 | Sol da Liberdade              |
| 2001 | "Beat Lamento"                                 | Sou de Qualquer Lugar         |
| 2002 | "Mutante"                                      | Sou de Qualquer Lugar         |
| 2003 | "Dona da Banca"                                | MTV Ao Vivo - Eletrodoméstico |
| 2003 | "Meu Plano"                                    | MTV Ao Vivo - Eletrodoméstico |
| 2004 | "Maimbê Dandá" (con Carlinhos Brown)           | Carnaval Eletrônico           |
| 2005 | "Aeromoça"                                     | Clássica                      |
| 2005 | "Sua Estupidez"                                | Clássica                      |
| 2005 | "Topo do Mundo"                                | Balé Mulato                   |
| 2005 | "Levada Brasileira"                            | Balé Mulato                   |
| 2006 | "Quero a Felicidade" (con Jammil e Uma Noites) | Balé Mulato - Ao Vivo         |
| 2006 | "Tonelada de Amor" (reedición)                 | Balé Mulato - Ao Vivo         |

## Premios
| Año  | Premio                                | Categoría                                                                   |
| ---- | ------------------------------------- | --------------------------------------------------------------------------- |
| 1991 | Premio Sharp                          | Mejor revelación femenina (regional)                                        |
| 1992 | Premio Sharp                          | Mejor música (especial) - "O Canto da Cidade"                               |
| 1992 | Premio Sharp                          | Mejor cantante (regional)                                                   |
| 1992 | Premio APCA                           | Mejor show - O Canto da Cidade                                              |
| 1994 | Premio Sharp                          | Mejor cantante (regional)                                                   |
| 1995 | Premio Multishow de Música Brasileña  | Mejor cantante                                                              |
| 1997 | Premio Multishow de Música Brasileña  | Mejor cantante                                                              |
| 1997 | MTV Video Music Brasil                | Mejor fotografía de videoclip - "Nobre Vagabundo"                           |
| 2000 | MTV Video Music Brasil                | Mejor videoclip de axé - "Ilê Pérola Negra"                                 |
| 2002 | Premio Multishow de Música Brasileira | Mejor música - "Mutante"                                                    |
| 2006 | Premio TIM                            | Mejor cantante (regional)                                                   |
| 2006 | Premio TIM                            | Mejor cantante (voto popular)                                               |
| 2007 | Grammy Latino                         | Mejor álbum de música regional o de raíces brasileñas - Balé Mulato ao Vivo |